# Parti de la société démocratique (Turquie)
Pour les articles homonymes, voir Parti de la société démocratique et DTP.
Le Parti de la société démocratique (en turc Demokratik Toplum Partisi ou DTP) est un ancien parti politique turc pro-kurde issu de la fusion en 2005 du Parti démocratique du peuple et du Mouvement de la société démocratique en 2005, dissous le 11 décembre 2009 par la Cour constitutionnelle turque.

## Histoire
Le DTP est fondé en 2005, à la suite de la fusion du Parti démocratique du peuple et du Mouvement de la société démocratique en 2005. Ahmet Türk co-préside le parti avec Aysel Tugluk jusqu'au 9 novembre, quand ils sont remplacés dans leur fonction par Nurettin Demirtas et Emine Ayna. En juillet 2008, Ahmet Türk est à nouveau élu à la présidence.
Le DTP est membre associé du Parti socialiste européen, et membre observateur de l’Internationale socialiste.

### Résultats électoraux
Il recueille 4,55 % des suffrages aux élections législatives du 22 juillet 2007. Ayant présenté ses candidats sous l’étiquette d’indépendants afin de contourner le barrage électoral de 10 %, il obtient alors 21 députés à l’Assemblée nationale turque.
Le DTP, avec 5,04 % des votes, est le quatrième parti politique de Turquie lors des élections municipales du 29 mars 2009,. Il gagne ainsi les mairies dans plus de cent villes et villages kurdes.

### Dissolution
En 2007, un rapport de la députée néerlandaise au Parlement européen Ria Oomen, approuvé par la commission des affaires étrangères et présentant le bilan des réformes en Turquie, demande au parti de mettre de la distance entre lui et le Parti des travailleurs du Kurdistan.
Le 11 décembre 2009, la Cour constitutionnelle, convaincue que le DTP entretient des liens proches avec le PKK, déclare que le parti est devenu un « foyer d’activités préjudiciables à l’indépendance de l’État et à son unité indivisible » et prononce sa dissolution. Alors que l’Union européenne fait part de son inquiétude, la Cour prononce la confiscation de tous les biens du parti, bannit de la vie politique pour une durée de cinq ans 37 des cadres du parti, dont son président Ahmet Türk (tr) et la députée Aysel Tuğluk (qui se voient également privés de leur immunité parlementaire). Alors que le Premier ministre turc se prononce publiquement contre cette dissolution de la Cour constitutionnelle, des heurts ont lieu les jours suivants dans les principales villes à majorité kurde et à Istanbul.

## Chronologie des partis kurdes légaux en Turquie
Avant chaque dissolution d’un parti considéré comme pro-kurde par les autorités turques, un nouveau parti est mis sur pied sous une nouvelle dénomination jusqu’à la dissolution suivante, mais il s’agit bien d’une même lignée, et on retrouve des membres fondateurs communs, tels que Sırrı Sakık.[réf. souhaitée]
- Parti du travail du peuple (1990-1993)
- Parti de la démocratie (1993–1994)
- Parti de la démocratie du peuple (1994–2003)
- Parti démocratique du peuple (2002–2005)
- Parti de la société démocratique (2005–2009)
- Parti de la paix et de la démocratie (2008–2014)
- Parti démocratique des peuples (à partir de 2012)
- Parti régional démocratique (à partir de 2014)[réf. souhaitée]